# Gornji Milješ
Gornji Milješ (en serbe cyrillique : Горњи Миљеш; en albanais : Mileshi i epërm) est un village de l'est du Monténégro, dans la municipalité de Podgorica.

## Démographie

### Évolution historique de la population
| 1948 | 1953 | 1961 | 1971 | 1981 | 1991 | 2003 |
| ---- | ---- | ---- | ---- | ---- | ---- | ---- |
| 351  | 313  | 381  | 431  | 552  | 588  | 672  |